# Rödbröstad barbett
Rödbröstad barbett (Pogonornis dubius) är en fågel i familjen afrikanska barbetter inom ordningen hackspettartade fåglar.

## Utbredning och systematik
Fågeln förekommer i västra Sahel (norra Senegal och Gambia till nordvästra Kongo-Kinshasa). Den behandlas som monotypisk, det vill säga att den inte delas in i några underarter.

## Status
IUCN kategoriserar arten som livskraftig.

## Bilder

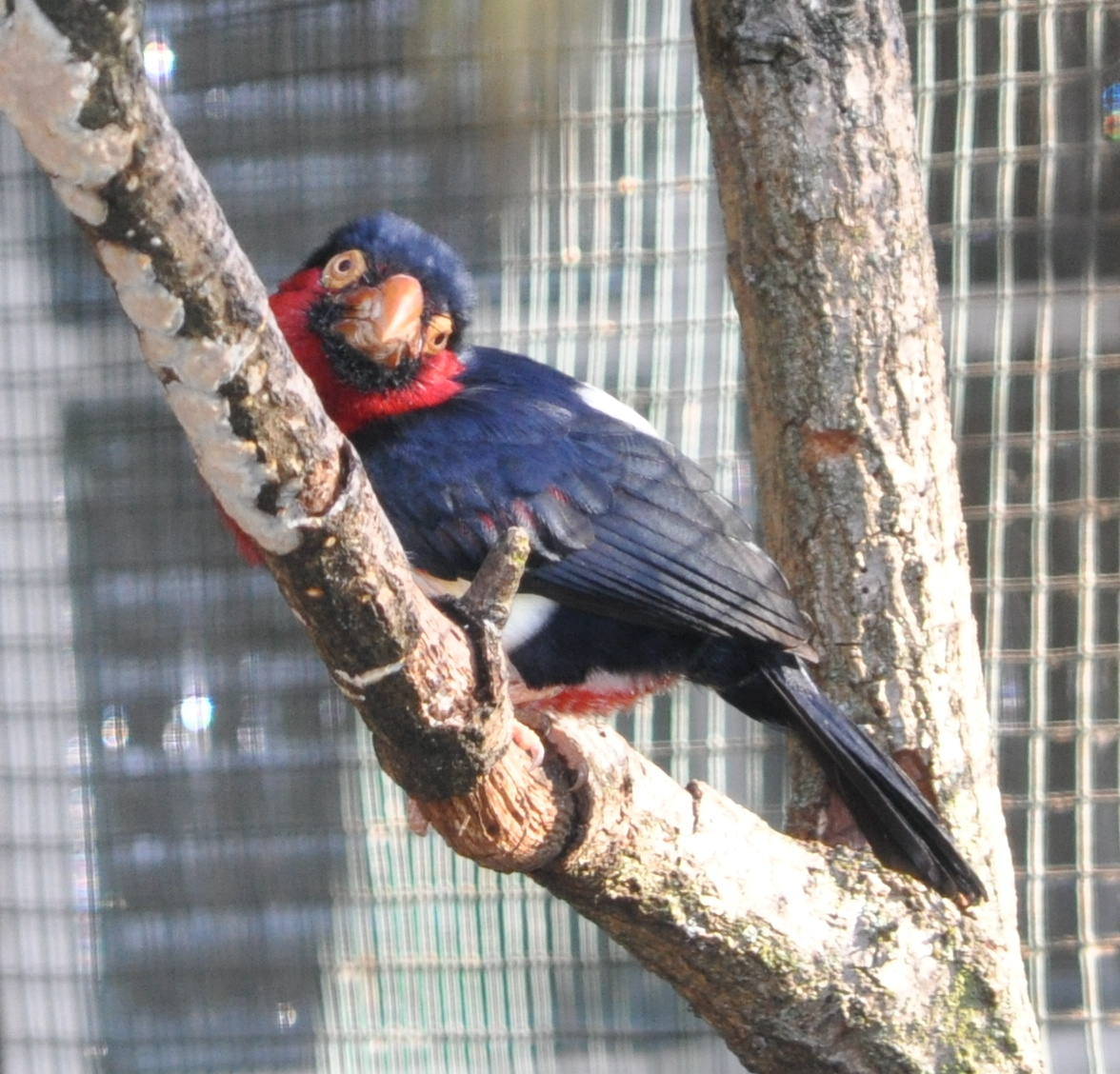
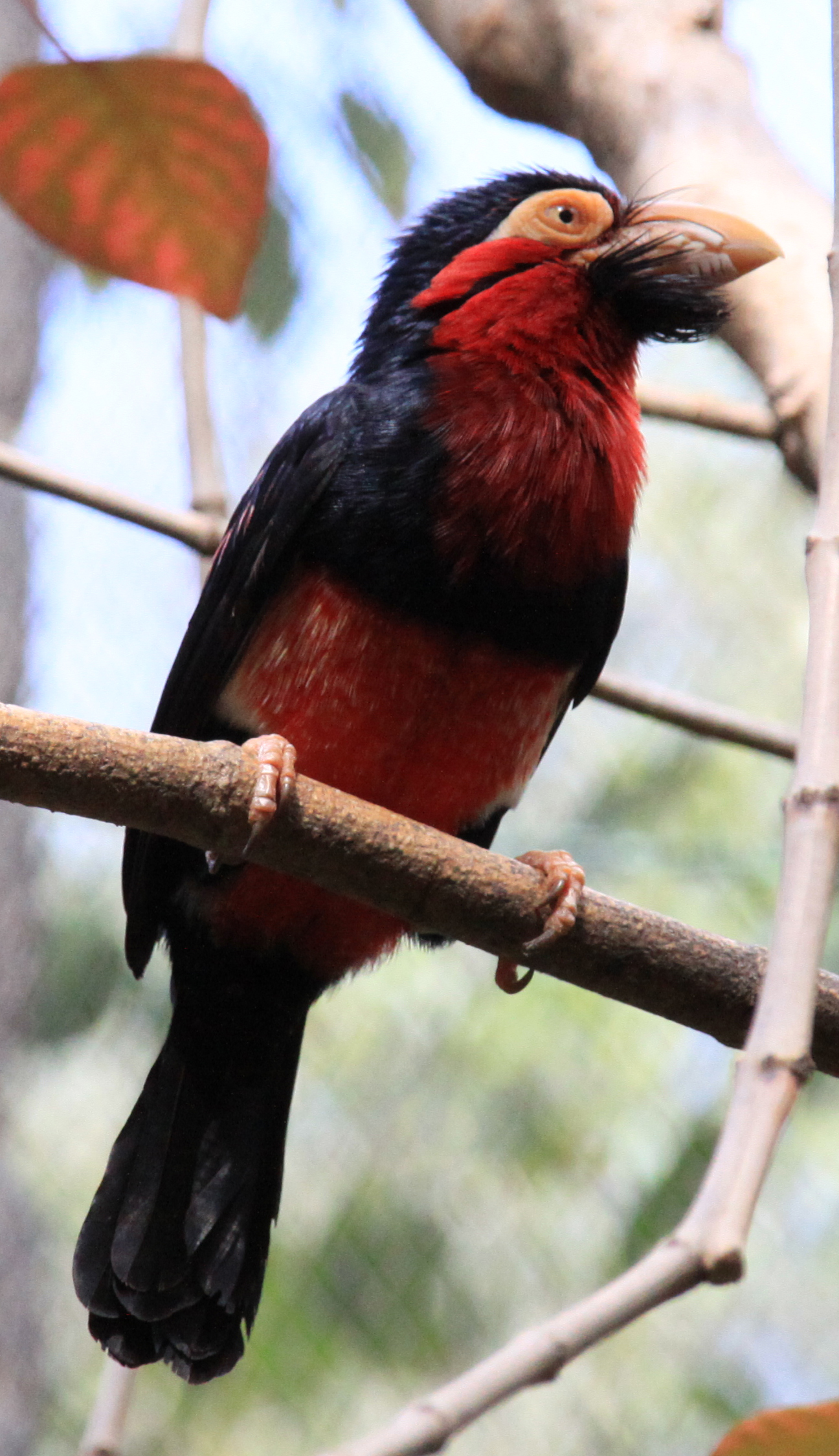